# Alīpur
Alīpur är en ort i Indien.   Den ligger i distriktet North West Delhi och delstaten National Capital Territory of Delhi, i den norra delen av landet, 20 km norr om huvudstaden New Delhi. Alīpur ligger 213 meter över havet och antalet invånare är 20 736.
Terrängen runt Alīpur är mycket platt. Runt Alīpur är det mycket tätbefolkat, med 10 000 invånare per kvadratkilometer. Närmaste större samhälle är Delhi, 18,9 km sydost om Alīpur. Runt Alīpur är det i huvudsak tätbebyggt.